# Faliskische Sprache
Die faliskische Sprache gehört zum italischen Zweig der indogermanischen Sprachfamilie und bildet mit dem nah verwandten Lateinischen die latino-faliskische Untergruppe.
Faliskisch wurde in der Antike vom Stamm der Falisker im nördlichen Latium gesprochen. Man kennt es aus einigen Hundert kurzen Inschriften aus dem 3. oder 2. Jahrhundert v. Chr., die in einem Alphabet verfasst sind, das vom Etruskischen abgeleitet und von rechts nach links geschrieben wurde, aber trotzdem Einflussspuren des lateinischen Alphabets zeigt.
Als Muster dieser Sprache können die Wörter zitiert werden, die um die Kante eines Bildes auf einer patera geschrieben sind und deren Echtheit dadurch sichergestellt ist, dass sie unter der Glasur liegen: „foied vino pipafo, cra carefo“, auf Latein „hodie vinum bibam, cras carebo“.
Die Charakteristiken der faliskischen Sprache sind danach unter anderem:
1. Die Beibehaltung des f innerhalb des Worts, das im Lateinischen zu b wurde
2. Die Darstellung eines indogermanischen gh am Anfang durch f (foied im Gegensatz zu hodie)
3. Die Palatalisierung der Konsonantengruppe dj zu einem Laut ähnlich j, vgl. foied = lat. hodie
4. Der Verlust des End-s vor einigen nachfolgenden Lauten (cra gegenüber dem Lateinischen cras)

Andere Charakteristiken sind:
1. Das Beibehalten der Labiovelare (Faliskisch cuando = Lateinisch quando), im Gegensatz zum Umbrischen pan(n~u)
2. Die Angleichung einiger Endkonsonanten an den Anfangslaut des folgenden Wortes: „pretod de zenatuo sententiad“,[3] Latein „praetor de senatus sententia“; zenatuo für senatuos ist ein archaischer Genitiv.

Conway führt aus, dass die Beziehungen der Namen Falisci, Falerii zum lokalen Heros Halaesus diskutiert werden, und nennt Gründe, warum der Wechsel vom Anfangs-f (von ursprünglichem bh oder dh) zum Anfangs-h ein genuines Merkmal des faliskischen Dialekts ist.
Wahrscheinlich wurde die Sprache – immer stärker vom Lateinischen beeinflusst – bis mindestens 150 v. Chr. gesprochen.